# Notbergen
Notbergen är kullar i Åland (Finland). De ligger i den södra delen av landskapet, 17 km sydost om huvudstaden Mariehamn. Notbergen ligger på ön Fasta Åland.